# 1331
Năm 1331 (MCCCXXXI) là một năm thường bắt đầu vào thứ Ba trong lịch Julius.

## Các sự kiện của năm 1331
- 8 tháng 9 - Stefan Dušan tự tuyên bố là vua của Serbia.